# Томарово (Московская область)
Томарово — деревня в Чеховском районе Московской области России, входит в состав сельского поселения Любучанское.

## Население
| 2002 | 2006 | 2010 |
| ---- | ---- | ---- |
| 4    | ↘1   | ↗4   |

## Географическое расположение
Деревня располагается на юге области, на правом берегу реки Рожайки, напротив селища «Дубининское» и Дубининских курганов, относящихся к периоду вятичей XI—XII веков, обследованных археологической экспедицией МГУ в 1924 году.
Удалена на 34 км от МКАД и 16,7 км от районного центра — Чехова. Ближайший населённый пункт — деревня Дубинино, соседние населённые пункты — деревни Зыкеево, Ботвинино, посёлки Мещерское и Троицкое.